# Quién te cantará
Quién te cantará es una película dramática española de 2018 dirigida por Carlos Vermut. La película se presentó en la Sección Oficial de la 66.ª edición del Festival Internacional de Cine de San Sebastián.

## Sinopsis
Cuando Lila, una célebre cantante con amnesia se olvida de cómo actuar, Violeta, una superfanática, interviene para enseñarle a Lila a ser Lila una vez más.

## Reparto
| Actor/Actriz                | Personaje                   |
| --------------------------- | --------------------------- |
| Najwa Nimri                 | Lila Cassen                 |
| Eva Llorach                 | Violeta                     |
| Carme Elias                 | Blanca Guerrero             |
| Natalia de Molina           | Marta                       |
| Julián Villagrán            | Nicolás                     |
| Ignacio Mateos              | Álvaro                      |
| Carolina Yuste              | Ana                         |
| Catalina Sopelana           | Diana                       |
| Lorena Iglesias             | Camarera del karaoke        |
| José Chaves                 | Médico IRM                  |
| Vicenta Ndongo              | Directora del hospital      |
| Inma Cuevas                 | Abogada de Lila             |
| Per-Olov Kindgren           | Guitarrista                 |
| Leticia Dolera              | Lili Cassen                 |
| Misho Amoli                 | Violinista                  |
| Stephanie Gordillo Peregrin | Stephanie Gordillo Peregrin |

## Premios y nominaciones
| Premio                                | Categoría                                  | Nominado                                         | Resultado | Ref(s)      |
| ------------------------------------- | ------------------------------------------ | ------------------------------------------------ | --------- | ----------- |
| Premios Goya                          | Mejor interpretación femenina protagonista | Najwa Nimri                                      | Nominada  | [ 4 ]       |
| Premios Goya                          | Mejor interpretación femenina de reparto   | Natalia de Molina                                | Nominada  | [ 4 ]       |
| Premios Goya                          | Mejor actriz revelación                    | Eva Llorach                                      | Ganadora  | [ 4 ]       |
| Premios Goya                          | Mejor fotografía                           | Eduard Grau                                      | Nominado  | [ 4 ]       |
| Premios Goya                          | Mejor diseño de vestuario                  | Ana López Cobos                                  | Nominada  | [ 4 ]       |
| Premios Goya                          | Mejor maquillaje y peluquería              | Rafael Mora y Anabel Beato                       | Nominados | [ 4 ]       |
| Premios Goya                          | Mejor sonido                               | Daniel de Zayas, Eduardo Castro y Mario González | Nominados | [ 4 ]       |
| Premios Feroz                         | Mejor película dramática                   | Quién te cantará                                 | Nominada  | [ 5 ]       |
| Premios Feroz                         | Mejor dirección                            | Carlos Vermut                                    | Nominado  | [ 5 ]       |
| Premios Feroz                         | Mejor guion                                | Carlos Vermut                                    | Nominado  | [ 5 ]       |
| Premios Feroz                         | Mejor actriz protagonista                  | Eva Llorach                                      | Ganadora  | [ 5 ]       |
| Premios Feroz                         | Mejor actriz de reparto                    | Natalia de Molina                                | Nominada  | [ 5 ]       |
| Premios Feroz                         | Mejor música original                      | Alberto Iglesias                                 | Ganadora  | [ 5 ]       |
| Premios Feroz                         | Mejor tráiler                              | Miguel Ángel Trudu                               | Nominado  | [ 5 ]       |
| Premios Feroz                         | Mejor cartel                               | Carlos Vermut                                    | Ganadora  | [ 5 ]       |
| Medallas del CEC                      | Mejor director                             | Carlos Vermut                                    | Nominado  | [ 6 ] [ 7 ] |
| Medallas del CEC                      | Mejor actriz                               | Najwa Nimri                                      | Nominada  | [ 6 ] [ 7 ] |
| Medallas del CEC                      | Mejor actriz secundaria                    | Natalia de Molina                                | Nominada  | [ 6 ] [ 7 ] |
| Medallas del CEC                      | Actriz revelación                          | Eva Llorach                                      | Ganadora  | [ 6 ] [ 7 ] |
| Medallas del CEC                      | Mejor guion original                       | Carlos Vermut                                    | Nominado  | [ 6 ] [ 7 ] |
| Medallas del CEC                      | Mejor fotografía                           | Eduard Grau                                      | Ganador   | [ 6 ] [ 7 ] |
| Medallas del CEC                      | Mejor montaje                              | Marta Velasco                                    | Nominada  | [ 6 ] [ 7 ] |
| Medallas del CEC                      | Mejor música                               | Alberto Iglesias                                 | Ganador   | [ 6 ] [ 7 ] |
| Premios Fugaz al cortometraje español | Mejor largometraje                         | Quién te cantará                                 | Nominado  |             |